# Claytonia caroliniana
Claytonia caroliniana är en källörtsväxtart som beskrevs av André Michaux. Claytonia caroliniana ingår i släktet vårskönor, och familjen källörtsväxter. Utöver nominatformen finns också underarten C. c. lewisii.

## Bildgalleri

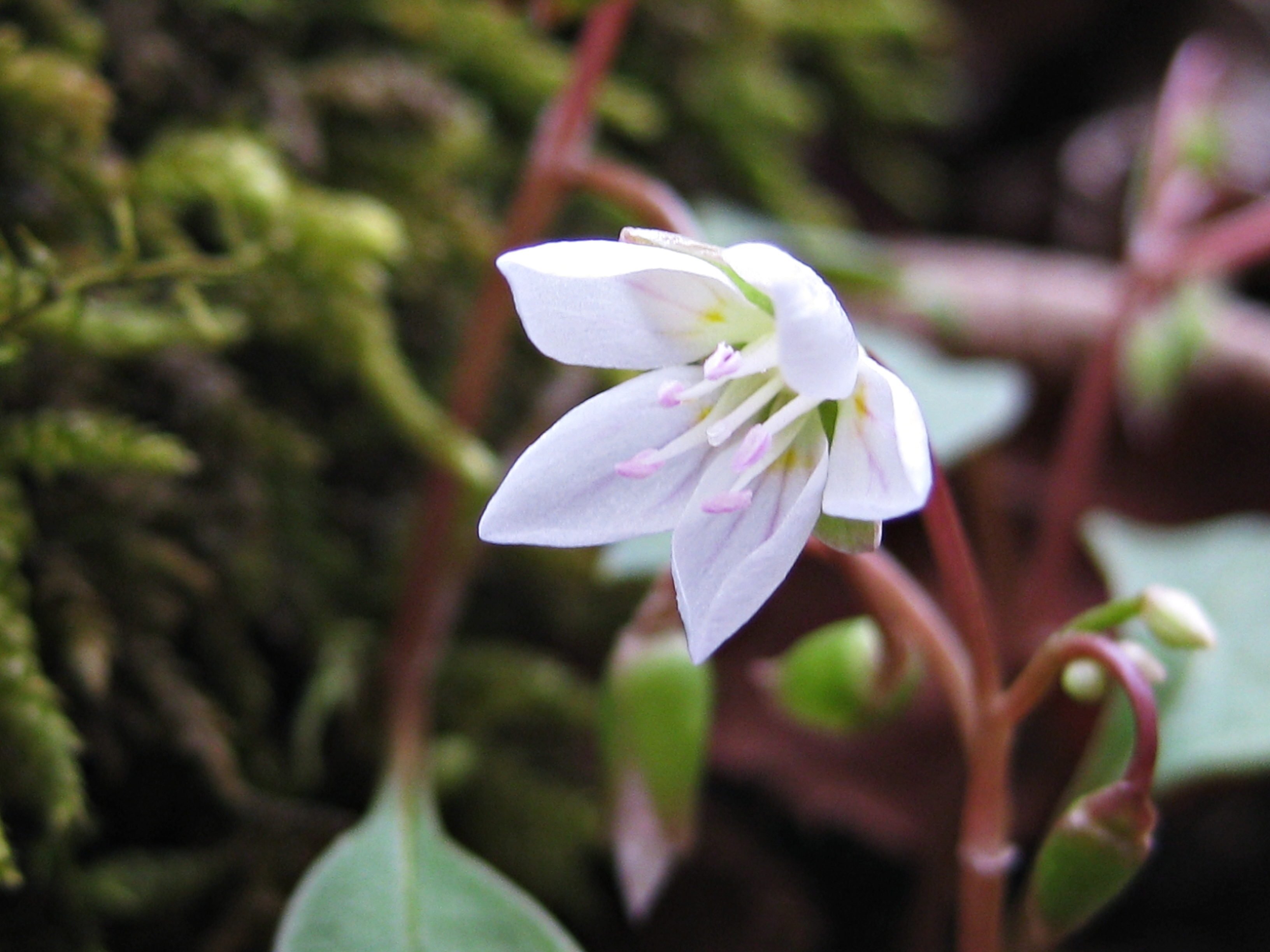
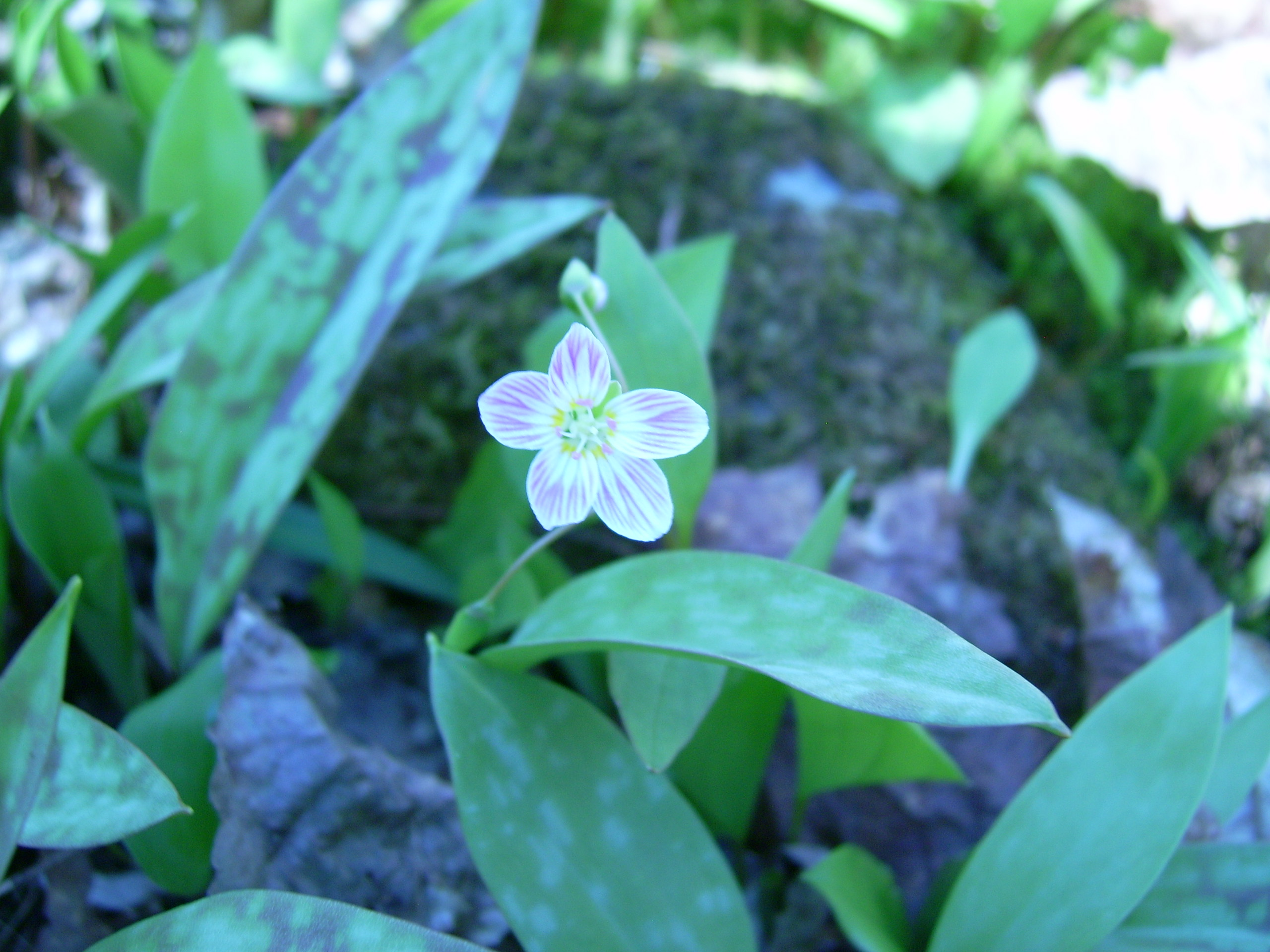
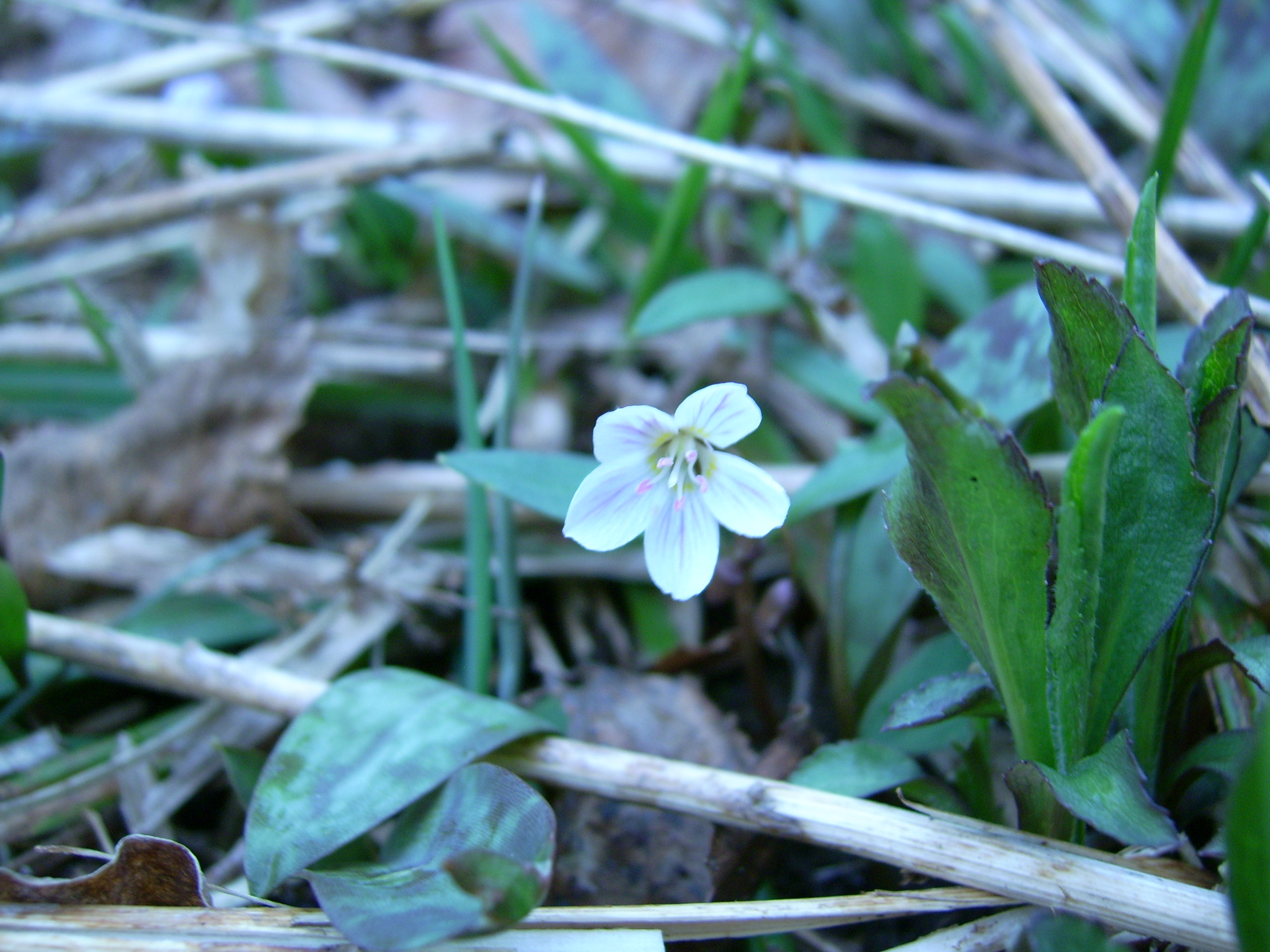
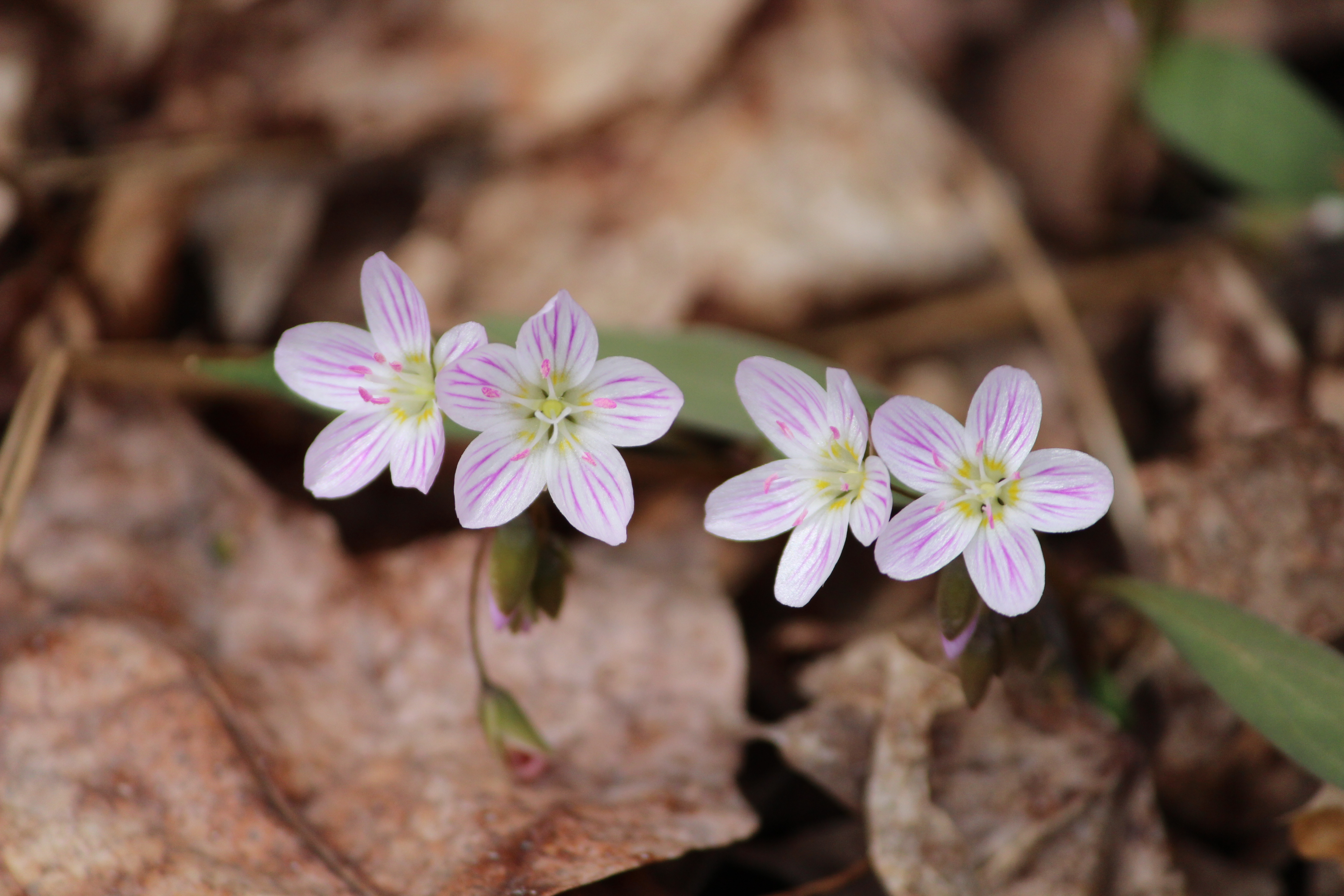